# The Kin
The Kin je finski kratki film u kome glume članovi finske hard rok grupe Lordi. Film je objavljen na specijalnom izdanju njihovog albuma The Monsterican Dream u cilju da se bend po prvi put promoviše i na filmskom platnu. Film je režisiran od strane Laurija Haukame, dok su kao scenaristi filma zajedno radili Lauri, Adam Vandor i članovi benda lično. Film upoznaje publiku sa članovima benda i ustanovljava koncept natprirodnih monstruma, dok se tokom trajanja filma uopšte ne pušta muzika benda.
Radnju filma je teško pratiti, uglavnom zbog razbacanog načina na koji se predstavlja: u filmu se radi o mladoj pisateljici koja je izgubila majku u železničkoj nesreći dok ona pokušava da objavi svoju knjigu o neljudskim stvorenjima. Nakon niza problema koji nastaju, monstrumi (bend) počinju da ubijaju ljude i savijaju prostor i vreme kako bi osigurali izdavanje knjige.
Film deli dosta Lavkraftovog koncepta i poseduje sličan stil. Samo ograničeni broj DVD-eva su objavljeni i iz tog razloga je dostupnost filma jako slaba. „The Kin“ je takođe objavljen na Lordijevom DVD-u „Market Square Massacre“.

## Uloge
| Глумац             | Улога              |
| ------------------ | ------------------ |
| Amanda Turman      | Ana Hederson       |
| Delia De Đovani    | Julia Hederson     |
| Brus Marsland      | Džonatan           |
| Sirka Poetri Kestl | Anina majka        |
| Mati Ruhonen       | Birger Vestling    |
| Ana Karna          | Zaposednuta evojka |
| Nik Lavlok         | Marti              |
| Trejsi Lip         | Domar              |
| Mark Filips        | Čitač novina       |
| Lordi              | Lično              |

## Objavljivanje
- „The Kin“ je objavljen na sledećim izdanjima:
- The Monsterican Dream (ograničena verzija) (2004)
- The Kin (promo DVD 2004)
- Market Square Massacre (2006)
- Zombilation - The Greatest Cuts (2009)